# کوودور
شهر کوودور (به روسی: Ковдор) در کشور روسیه و در اوبلاست مورمانسک واقع شده‌است.